# 萊姆斯通鎮區 (明尼蘇達州林肯縣)
萊姆斯通鎮區（英語：Limestone Township）是位於美國明尼蘇達州林肯縣的一個行政鎮區，得名自當地常見的石灰岩。

## 地方資料
萊姆斯通鎮區的面積為89.77平方千米，當中陸地面積為89.10平方千米，而水域面積為0.67平方千米。根據2020年美國人口普查的數據，當地共有人口133人，而人口密度為每平方千米1.48人。